# 西安交通大学生命科学与技术学院
西安交通大学生命科学与技术学院，简称生命学院或生科院，是中國西安交通大学的一个学院，其前身为成立于1978年的生物医学工程学科，是中国大陆第一批设立该专业的学校。2000年末，原西安交通大学、西安医科大学、陕西财经学院三校相关专业整合组建生命科学与技术学院。

## 历史
- 1978年：学校创建生物医学工程学科，是中国大陆第一批设立该专业的学校。
- 1996年：学校创建生物化学与分子生物学学科。
- 2000年：西安医科大学、陕西财经学院并入西安交通大学，学校在三校相关院系合并及学科交叉融合的基础上建立生命科学与技术学院。[2]

## 系所设置
- 生物医学工程系
- 生物科学与工程系

### 研究所
- 生物医学工程研究所
- 生物医学分析技术与仪器研究所
- 线粒体生物医学研究所
- 生物信息学研究中心
- 康复科学与技术研究中心
- 陕西省营养与健康工程研究中心

### 重点实验室
- 现代医学电子技术及仪器国家专业实验室
- 生物医学信息工程教育部重点实验室
- 生物医学工程陕西省重点实验室[1]